# Карабунар (вилает Одрин)
Карабунар (на турски: Karapınar) е село в Източна Тракия, Турция, Вилает Одрин. Околия Узункьопрю.

## География
Селото се намира на 20 км южно от Узункьопрю.

## История
В XIX век Карабунар е гръцко село в Малгарската кааза в Одринския вилает на Османската империя. Според „Етнография на вилаетите Адрианопол, Монастир и Салоника“, издадена в Константинопол в 1878 година и отразяваща статистиката на населението от 1873 година, Карабунар (Karabounar) има 36 домакинства и 185 жители гърци.
Според статистиката на професор Любомир Милетич в 1913 година в Карабунарь живеят 40 гръцки семейства.